# Шанів

Шанів — зникле село в Україні, в Львівському районі Львівській області. Впродовж XV—XVII ст. належало до Львівської землі Руського воєводства.

## Географія
Село було розташоване на південний захід від села Глуховичі (в міжвоєнний час тут існував присілок Острів), на виступі, оточеному з півночі, заходу та півдня смугою боліт.

## Історичні відомості
Вперше згадується 21 жовтня 1431 р. В цей день королівське село Шанів було надане Владиславом Яґайлом судді Львівської землі Станіславу Давидовському. Село було володінням родини Давидовських до початку XVI ст. Перша спроба викупу села була здійснена у жовтні 1457 р.: Казимир IV Ягеллончик дозволив Яну Сенінському придбати Шанів у Яна Давидовського і володіти ним, допоки король чи його наступники не сплатять суму застави. Однак до викупу справа не дійшла. Наступна (вдала) спроба транзакції була здійснена в 1509 р. Леонардом Печигойським за дозволом Сигізмунда І. В 1552 р. спадкоємець Леонарда, Ян Печигойський отримав право ленного володіння селом, а через 10 років – монарші гарантії, що право «доживоття» перейде до Янового сина Вацлава. Останній під час «ревізії листів» у 1564 р. надав комісарам для перевірки усі необхідні документи. Хоча контроль над Шаневом на правах ленного володіння був визнаний протиправним, Печигойські надалі залишалися тенутаріями села – щонайменше до кінця XVI ст.
Шанів перестав існувати у першій чверті XVII ст. До таких висновків спонукає текст фрагменту люстрації 1628 р. з переліком документів про право володіння селом Шанів, представлених комісарам його власниками – Яном Виджґою та його дружиною Зоф’єю. У переліку згадані всі монарші привілеї, надані тенутаріям Шанева за період з 1562 по 1625 роки. Останній документ, датований 17 лютим 1625 р. названий привілеєм вже не на село, але на ґрунт спустошеного села Шанів.